# Marrades de Montsor
Les Marrades de Montsor és un indret del terme municipal de la Pobla de Segur, al Pallars Jussà.
Està situat a la part nord-est del terme municipal, a ponent del territori de l'antic poble de Gramuntill i dels Rocs de Queralt, al costat de llevant del vell camí de la Pobla de Segur a Montsor.
Es tracta de la capçalera del barranc que aflueix en la Noguera Pallaresa a ran de la Borda del Ros, prop de la Font de l'Ús.